# Sébécourt
Sébécourt est une commune française située dans le département de l'Eure, en région Normandie.

## Géographie

### Localisation
| La Houssaye           | La Houssaye, Romilly-la-Puthenaye | Romilly-la-Puthenaye Collandres-Quincarnon |
| La Ferrière-sur-Risle | Sébécourt                         | Sainte-Marthe                              |
|                       | Le Fidelaire                      |                                            |

### Hydrographie
La commune est située dans le bassin Seine-Normandie. Elle est drainée par le fossé 01 de la commune de Sainte-Marthe et le fossé 01 de la commune de Sébécourt,,.

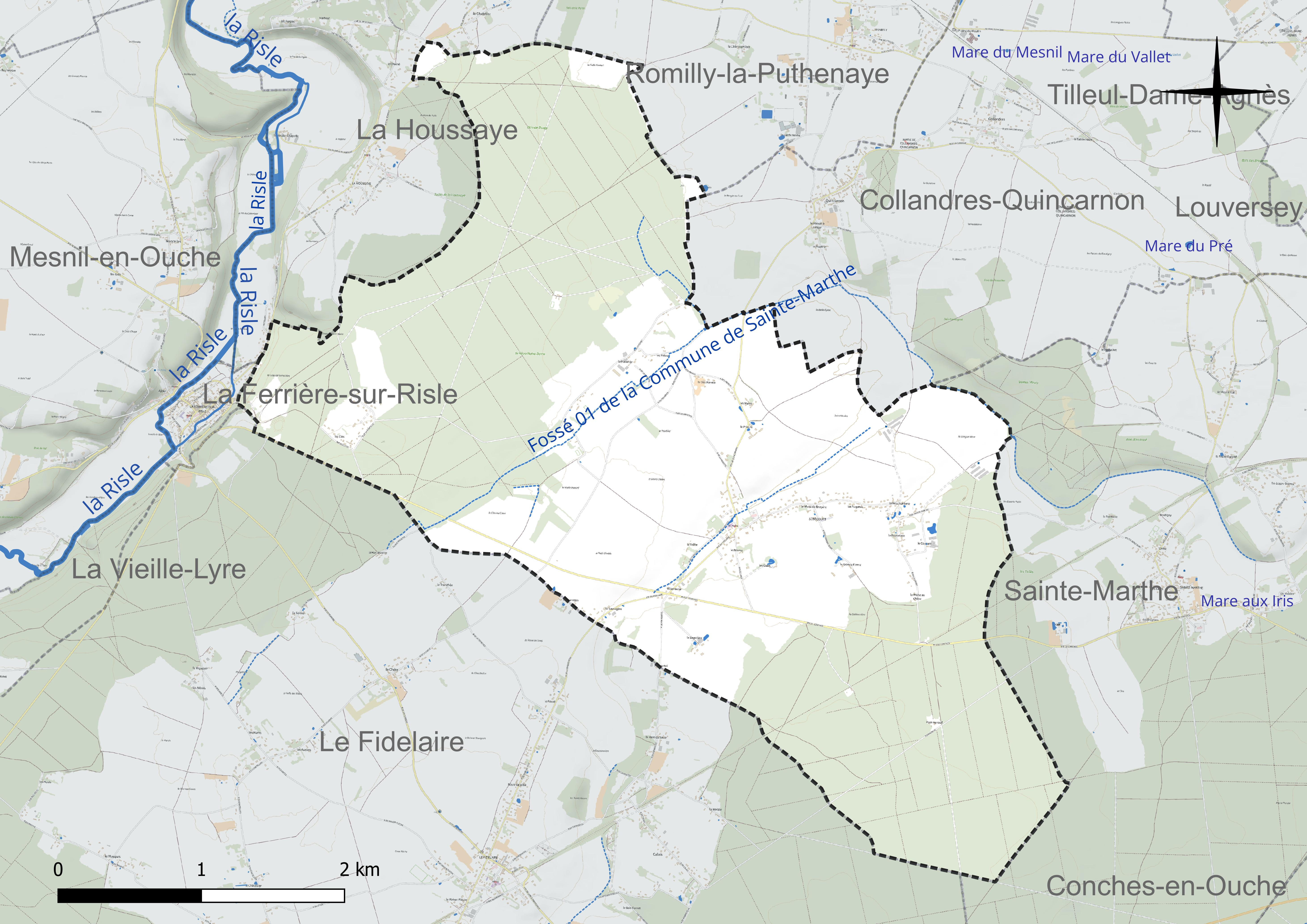
Réseau hydrographique de Sébécourt.

### Climat
Pour des articles plus généraux, voir Climat de la Normandie et Climat de l'Eure.
En 2010, le climat de la commune est de type climat océanique dégradé des plaines du Centre et du Nord, selon une étude du CNRS s'appuyant sur une série de données couvrant la période 1971-2000. En 2020, Météo-France publie une typologie des climats de la France métropolitaine dans laquelle la commune est exposée à un climat océanique et est dans la région climatique  Côtes de la Manche orientale, caractérisée par un faible ensoleillement (1 550 h/an) ; forte humidité de l’air (plus de 20 h/jour avec humidité relative > 80 % en hiver), vents forts fréquents. Parallèlement le GIEC normand, un groupe régional d’experts sur le climat, différencie quant à lui, dans une étude de 2020, trois grands types de climats pour la région Normandie, nuancés à une échelle plus fine par les facteurs géographiques locaux. La commune est, selon ce zonage, exposée à un « climat des plateaux abrités », correspondant aux plaines agricoles de l’Eure, avec une pluviométrie beaucoup plus faible que dans la plaine de Caen en raison du double effet d’abri provoqué par les collines du Bocage normand et par celles qui s’étendent sur un axe du Pays d'Auge au Perche.
Pour la période 1971-2000, la température annuelle moyenne est de 10,3 °C, avec  une amplitude thermique annuelle de 14,1 °C. Le cumul annuel moyen de précipitations est de 710 mm, avec 11,6 jours de précipitations en janvier et 8,3 jours en juillet. Pour la période 1991-2020, la température moyenne annuelle observée sur la station météorologique la plus proche, située sur la commune des Bottereaux à 16 km à vol d'oiseau, est de 10,8 °C et le cumul annuel moyen de précipitations est de 736,5 mm,. Pour l'avenir, les paramètres climatiques de la commune estimés pour 2050 selon différents scénarios d’émission de gaz à effet de serre sont consultables sur un site dédié publié par Météo-France en novembre 2022.

## Urbanisme

### Typologie
Au 1er janvier 2024, Sébécourt est catégorisée commune rurale à habitat dispersé, selon la nouvelle grille communale de densité à 7 niveaux définie par l'Insee en 2022.
Elle est située hors unité urbaine. Par ailleurs la commune fait partie de l'aire d'attraction d'Évreux, dont elle est une commune de la couronne,. Cette aire, qui regroupe 108 communes, est catégorisée dans les aires de 50 000 à moins de 200 000 habitants,.

### Occupation des sols
L'occupation des sols de la commune, telle qu'elle ressort de la base de données européenne d’occupation biophysique des sols Corine Land Cover (CLC), est marquée par l'importance des forêts et milieux semi-naturels (55,6 % en 2018), en diminution par rapport à 1990 (57,4 %). La répartition détaillée en 2018 est la suivante : 
forêts (55,6 %), terres arables (35,8 %), zones agricoles hétérogènes (6,7 %), prairies (2 %). L'évolution de l’occupation des sols de la commune et de ses infrastructures peut être observée sur les différentes représentations cartographiques du territoire : la carte de Cassini (XVIIIe siècle), la carte d'état-major (1820-1866) et les cartes ou photos aériennes de l'IGN pour la période actuelle (1950 à aujourd'hui).

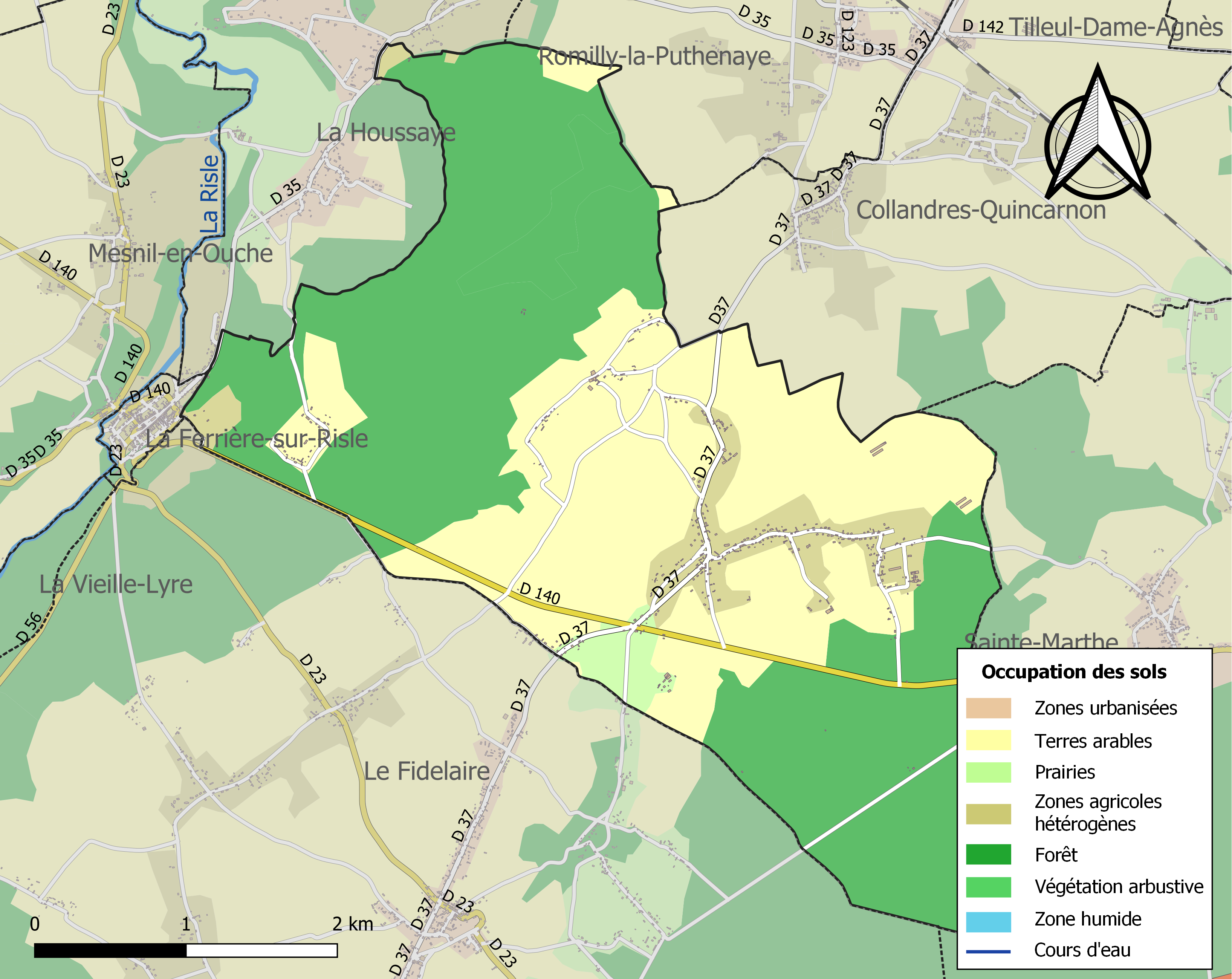
Carte des infrastructures et de l'occupation des sols de la commune en 2018 (CLC).

## Toponymie
Le nom de la localité est attesté sous la forme Sebecort en 1080 (charte de Raoul de Tosny), Sebecuria en 1243 (charte de Pierre de Courtenay).
Le premier élément est, comme c'est le plus souvent le cas, un nom de personne germanique. Il s'agit vraisemblablement de Sigebert, dont procède le nom de famille Sébert, bien attesté en Normandie. François de Beaurepaire constate par ailleurs une évolution phonétique analogue à celle d'Hébécourt (Gisors, Herberti cortis XIIe siècle), composé avec l'anthroponyme germanique Herbert, plus fréquent en Normandie sous la forme du patronyme Hébert.
À noter qu'on ne peut pas avoir recours au nom de personne norrois Sibbi comme dans Sébeville (Manche, Sebevilla 1159 - 1181), car l'appellatif -court n'était plus utilisé au moment de la colonisation anglo-scandinave.
Nom de lieu en -court, désignant un établissement rural mérovingien, voire carolingien, comme il en existe très peu dans le pays d'Ouche (cf. aussi Nonancourt, à la limite sud du pays d'Ouche).
On trouve aussi quelques toponymes germaniques comme Neaufles et le Rebais, hameau aux Bottereaux.

## Politique et administration
| Période                                  | Période   | Identité        | Étiquette | Qualité       |
| ---------------------------------------- | --------- | --------------- | --------- | ------------- |
| mars 2001                                | mars 2008 | Raymond Davoust |           |               |
| mars 2008                                | En cours  | Dany Bouvet     | DVD       | Fonctionnaire |
| Les données manquantes sont à compléter. |           |                 |           |               |

## Démographie
L'évolution du nombre d'habitants est connue à travers les recensements de la population effectués dans la commune depuis 1793. Pour les communes de moins de 10 000 habitants, une enquête de recensement portant sur toute la population est réalisée tous les cinq ans, les populations de référence des années intermédiaires étant quant à elles estimées par interpolation ou extrapolation. Pour la commune, le premier recensement exhaustif entrant dans le cadre du nouveau dispositif a été réalisé en 2004.

En 2022, la commune comptait 462 habitants, en évolution de −3,75 % par rapport à 2016 (Eure : −0,25 %, France hors Mayotte : +2,11 %).
| 1793 | 1800 | 1806 | 1821 | 1831 | 1836 | 1841 | 1846 | 1851 |
| ---- | ---- | ---- | ---- | ---- | ---- | ---- | ---- | ---- |
| 654  | 680  | 731  | 647  | 648  | 623  | 610  | 608  | 572  |

| 1856 | 1861 | 1866 | 1872 | 1876 | 1881 | 1886 | 1891 | 1896 |
| ---- | ---- | ---- | ---- | ---- | ---- | ---- | ---- | ---- |
| 586  | 504  | 510  | 490  | 495  | 477  | 448  | 388  | 350  |

| 1901 | 1906 | 1911 | 1921 | 1926 | 1931 | 1936 | 1946 | 1954 |
| ---- | ---- | ---- | ---- | ---- | ---- | ---- | ---- | ---- |
| 319  | 301  | 308  | 278  | 237  | 228  | 245  | 271  | 270  |

| 1962 | 1968 | 1975 | 1982 | 1990 | 1999 | 2004 | 2006 | 2009 |
| ---- | ---- | ---- | ---- | ---- | ---- | ---- | ---- | ---- |
| 265  | 224  | 187  | 219  | 273  | 315  | 331  | 340  | 419  |

| 2014 | 2019 | 2022 | - | - | - | - | - | - |
| ---- | ---- | ---- | - | - | - | - | - | - |
| 468  | 470  | 462  | - | - | - | - | - | - |

## Lieux et monuments

### L'église Saint-Nicolas

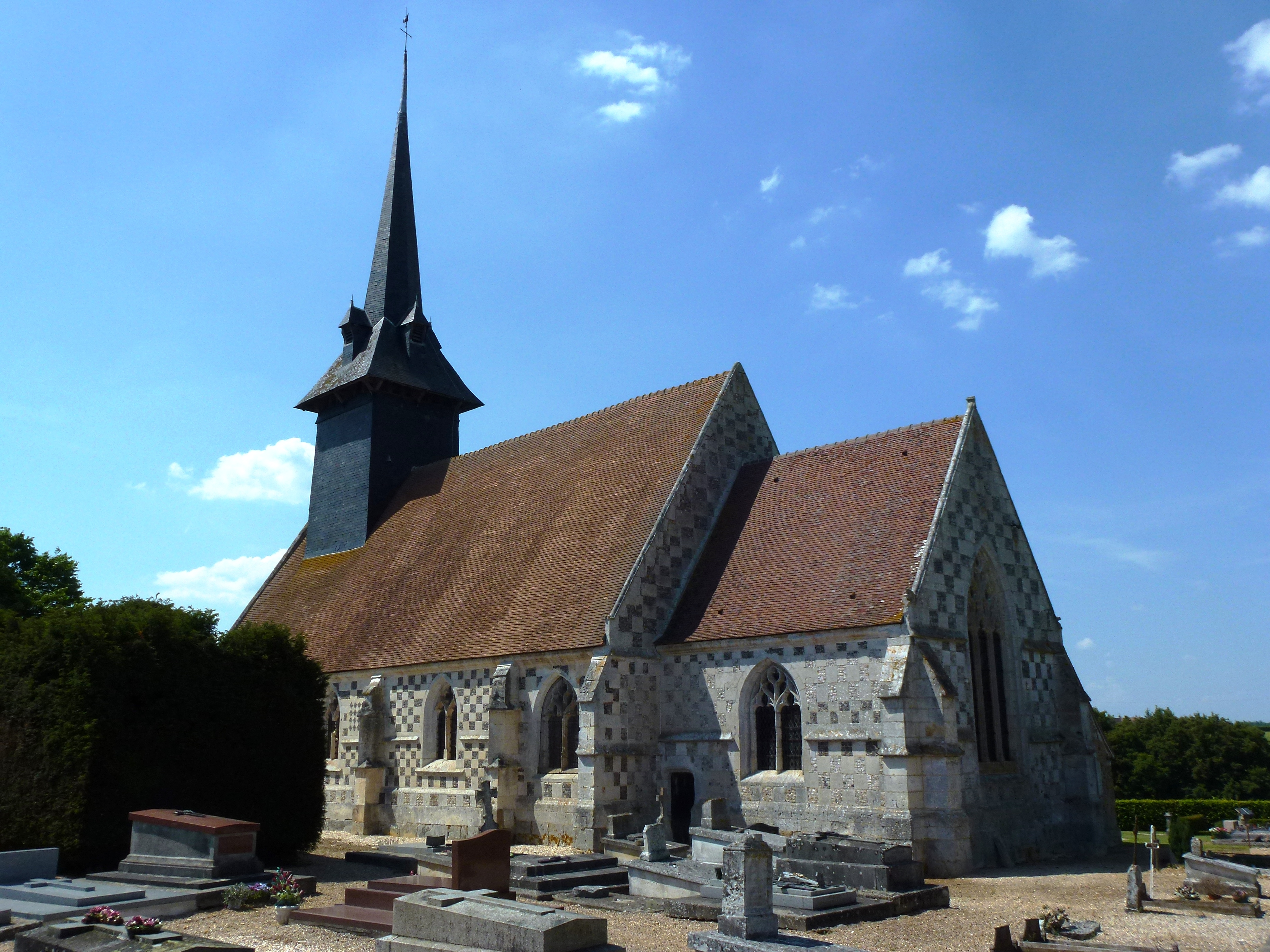
L'église Saint-Nicolas.

L'église, édifice  Inscrit MH (1953) au titre des monuments historiques, est construite en pierre blanche et silex noir. 
Elle comporte, chose rare à notre époque, un porche précédé d'un atrium mutilé par la guerre.
Le mobilier intérieur s'est trouvé plus ou moins dispersé. Certains retables se trouveraient aujourd’hui à L'Isle-Adam.
Deux tableaux datant du règne de Louis XIII se trouvent sous les retables que certains archéologues[Qui ?] mettent au-dessus des œuvres analogues existant dans le diocèse.
Le chandelier pascal date de l'époque François Ier.
L'église est restaurée entre 2010 et 2016 par des bénévoles de l'association Chantiers Histoire et Architecture Médiévales.
 Les cloches de l'église Saint-Nicolas 
En 1759, la première cloche a été bénie par Me Pierre Gosseaume, curé de Sébécourt, et nommée par le prince Charles-Godefroy de La Tour d'Auvergne, duc de Bouillon, vicomte de Turenne, pair et grand chambellan de France, chevalier de l'ordre de Saint-Hubert.
En 1827, la deuxième cloche a été bénie par Alexandre Jérémie Damoiseau, prêtre de Sébécourt, et nommée Marie Césarine par M. Gazan Deslande, secrétaire général de la Préfecture du département de L’Eure, chevalier de l’Ordre Royal de la Légion d'honneur, et par Dame Antoinette Césarine Rotrou, son épouse, en présence de MM. Charles Martin Halotel, maire et  Jean-Baptiste Lemoulle, adjoint.
Liste des objets classés de l'église Saint-Nicolas
(liste des biens mobiliers inventoriés sur Palissy ) :
- Groupe (PM27001587) bois XVIe siècle :
  - sainte Anne et la Vierge enfant, groupe,
  - sainte-Barbe,
  - sainte Catherine,
  - Vierge à l'Enfant ;
- sainte Suzanne et sainte Véronique (PM27001588) statues en plâtre, XVIe siècle ;
- saint Gourgon (PM27001584), statue, bois, XIVe siècle ;
- saint Taurin (PM27001585), évêque, statue, pierre, XVe siècle (la crosse en bois est du XVIe siècle) ;
- Notre-Dame de Pitié (PM27001589, réputé volé en 1960), groupe, bois polychrome commencement du XVIIe siècle ;
- pilastre (PM27001586) servant de chandelier de cierge pascal, bois sculpté, 2e quart du XVIe siècle.

### La chapelle Saint-Blaise
Cette chapelle romane, située dans la forêt près du chemin du Fidelaire à La Houssaye, date du XIIe siècle. Elle appartient à la famille de M. Masselin depuis 1791. Il est possible qu'elle ait été bâtie à l'emplacement d'un temple païen. Sans doute était-elle le centre d'une léproserie.
Une vieille chronique[Laquelle ?] nous apprend qu'il y avait autrefois, dans la forêt de Conches, une léproserie de Saint-Blaise[Lequel ?], dépendant de La Ferrière-sur-Risle.
Un autre papier[Lequel ?] nous assure qu'il avait jadis à cet emplacement un prieuré dépendant sans doute de l'abbaye de Lyre.
Saint Blaise est invoqué de nos jours pour les maux de gorge, les angines, les toux, la coqueluche, les maux de dent, d'une façon générale pour les maladies des enfants et même celle des animaux. C'est pourquoi, le 3 février, une messe est célébrée, au cours laquelle le prêtre croise deux cierges sous la gorge des fidèles.
Une fête foraine se tenait autrefois sous les marronniers.
Depuis 2006, une stèle commémorative de la chapelle Saint-Blaise a été dressée.

## Personnalités liées à la commune
- Jacques Buron (né en 1941) : acteur.